# Кащенко, Адриан Феофанович
Кащенко Адриан Феофанович (19 сентября 1858 − †16 марта 1921) — украинский писатель-историк, автор многочисленных исторических очерков и повестей о Запорожской Сечи. Его перу принадлежит исторические очерки, среди которых сборник «Рассказы про славное войско запорожское низовое», «Про гетмана Сагайдачного», и повести «Запорожская Слава», «На руинах Сечи», «Путешествие на пороги» и др. В повестях «С Днепра на Дунай», «Разорённое гнездо» он показал трагическую судьбу казачества после уничтожения Запорожской Сечи. Создал галерею портретов национальных героев Украины в произведениях: «Над Кодацким порогом» (о гетмане Иване Сулиме), «Гетман Сагайдачный», «Кость Гордиенко-Головко — последний рыцарь Запорожья».

## Биография
Адриан Феофанович Кащенко родился 19 сентября 1858 года в семье помещика Феофана Гавриловича Кащенко, родословная которого восходит к Запорожской Сечи в пору её расцвета. Отец был небогатым помещиком, владельцем хутора Весёлого, который входил в состав Лукашивской волости Александровского уезда Екатеринославской губернии. В семье Кащенко было много детей — пятеро мальчиков и четыре девочки. Все дети получили хорошее образование и хорошее воспитание. Двоим из них — маленькому Адриану и старшему на три года Николаю — было суждено сыграть заметную роль в истории культуры своего народа.
В многодетных семьях дети рано становятся самостоятельными, часто старшие воспитывают младших. Так было и у Кащенко. Наставником спокойного и мечтательного Адриана был энергичный и предприимчивый Николай. Однако, во взрослой жизни их интересы разошлись.
Николай Кащенко стал знаменитым учёным с двумя докторскими дипломами, действительным членом АН УССР. Он был основателем и директором Киевского ботанического сада.
Адриан выбрал себе неблагодарную судьбу украинского литератора. В 1867 г. он поступил в Екатеринославскую гимназию, где уже учился Николай. Они вместе поселились у старшей сестры Марии, а затем у другой сестры Елизаветы. И здесь произошла удивительная вещь. Хотя парень был, как писал брат Николай, «трудолюбивым, тихим, ровным нравом, и невозмутимо спокойным», обучение в гимназии ему никак не давалось. Через некоторое время, Адриан решается на решительный поступок. Оставляет гимназию после третьего класса и поступает в юнкерское училище. Но, в отличие от старшего брата, который дослужился до генерала, Адриан не сделал военной карьеры. Прослужив несколько лет офицером, он, как свидетельствует брат Николай, поступил на службу в низщей должности в управлении железных дорог (был контролёром в поездах). Поселившись в Екатеринославе, женился, купил маленький домик на улице Полевой, который сдавал, с небольшой платы даже помогал престарелым родителям, а когда в 1888 году умерла мать, он взял на своё содержание отца и ухаживал за ним до его смерти. Свои глубокие душевные запросы удовлетворял посильным трудом на ниве украинской литературы.
Однажды Кащенко хотел поселиться в Киеве, ближе к украинской национально-культурной жизни, к брату, но из этого ничего не вышло. Он продал собственный дом, чтобы купить себе жилище в одной из киевских круч. Деньги положил в банк, который обанкротился на другой же день, и все его сбережения пропали. Пришлось дальше тянуть лямку контролёра. Начальство его перебрасывало с места на место: сначала — в Пермь, затем — в Петербург, где он стал помощником главного контролёра железной дороги, дальше в Туапсе — главным контролёром строившейся железной дороги, и, наконец, снова в Екатеринослав. Приехав в 1913 году в Киев, он приценивался к одной хате на Лукьяновском холме, под которым стоит Кирилловская церковь, и тут выяснилось, что она ему не по карману. Не повезло А. Кащенко и в семейной жизни. Жена, своевольная и сварливая, часто бросала его и, наконец, покинула окончательно, но с условием, что он сохранит её вечно.
Позднее Кащенко приехал в Киев осенью 1917 года. После перенесённого инсульта писатель хотел получить кое-какую пенсию от новой власти, у руля которой стояли его кумиры М. Грушевский и В. Винниченко. Пенсии он не получил, поскольку молодая республика нуждалась в таких добросовестных работниках, как А. Кащенко. Вернувшись в Екатеринослав, он продолжал работать с обновлённым рвением. В течение 1917−1919 годов Кащенко опубликовал большинство своих произведений. Так случилось не потому, что в тот период он их больше написал. В предыдущие годы А. Кащенко тоже писал, не покладая рук. Однако, не все из написанного попадало в печать. Ряд произведений даже после революции 1905−1907 годов не могли быть напечатаны по цензурным соображениям.
И только в 1917−1918 годах, когда в Екатеринославе появилось Украинское издательство, которое вскоре стало издательством Кащенко, он смог напечатать свои старые и только что написанные произведения. Адриан Кащенко не щадил себя в работе, пока его не свалила болезнь. Последние полтора года он был прикован к постели. Умер Кащенко 16 марта 1921.

## Творчество
Адриан Кащенко начинал свой путь в литературу, печатая народные легенды, предания, сказки. В 1883 году выходит книга «Жар-птица, или С господином не братайся, в батраки не бери и женщине правды не говори». Даже если бы эта скромная книжка осталась единственной в его творчестве, то и тогда бы его имя было достойно упоминания, поскольку именно с этой книги начался отсчёт украинского художественного печатного слова на Приднепровье.
А. Кащенко суждено было стать автором историческим повестей, в которых он популяризировал славное прошлое родного народа. («Запорожская слава», «На руинах Сечи», «Под Корсунем», «Разорённое гнездо» и другие).
Основной его труд — сборник очерков по истории Запорожской Сечи «Рассказы о славном Войске Запорожском низовом» стал бестселлером.
Литературное наследие писателя не так уж мало (особенно принимая во внимание его жизненные условия). Оно ещё не обработано и совершенно не изучено. На Советской Украине знакомство с А. Кащенко продолжалось до 1933 года, в Западной — лет на двенадцать дольше. В годы культа и застоя на его книги было наложено категорическое табу. Об А. Кащенко снова вспомнили в 90-х гг. XX в. после почти шести десятилетий молчания, когда практически не осталось тех, кто ещё хоть что-то помнил о нём с лет своей юности.

## Произведения
- Рассказ о славном войске запорожском низовом
- Борцы за правду
- В пылу борьбы
- Великий Луг Запорожский
- Жар-птица, или С господином не братайся, в батраки не бери и женщине правды не говори
- Запорожская слава
- Заря новой жизни
- Кость Гордиенко-Головко — последний рыцарь Запорожья
- На руинах Сечи
- Над Кодацким порогом (о гетмане Иване Сулиме)
- Под Корсунем
- Про гетмана Сагайдачного
- Путешествие на пороги
- Разорённое гнездо
- С Днепра на Дунай
- Славные побратимы

## Память
- В честь Адриана Кащенко названа улица в Чечеловском районе города Днепр, Украина.
- В 2010 открыта мемориальная доска на доме по адресу ул. Писаржевского, 22 (бывшая Бассейная) в Днепре, где жил писатель до своей смерти в 1921-м и где находилось его издательство.